# Новобілицька
Новобі́лицька (біл. Навабе́ліцкая) — залізнична станція Гомельського відділення Білоруської залізниці між станціями Гомель-Пасажирський та Лисички. Розташована у південно-східній частині міста Гомель.

## Історія
Станцію Новобілицьку відкрито 1887 року. До розпаду СРСР адміністративно підпорядковувалася Київській дирекції Південно-Західної залізниці.

## Пасажирське сполучення
На станції зупиняються лише поїзди регіональних ліній економ-класу та міських ліній, які прямують до станцій Гомель-Пасажирський (кільцевий маршрут), Добруш, Круговець, Терехівка та зупинних пунктів Куток, Кравцовка.